# راندي هان
راندي هان هو معلق رياضي كندي، ولد في 21 أكتوبر 1958.